# Улица Швянто Йоно
У́лица Швя́нто Йо́но (улица Святого Иоанна, лит. Švento Jono gatvė, пол. ulica Świętojańska) — одна из древнейших улиц в Старом городе Вильнюса; называлась, по костёлу Святых Иоаннов, Святоянской, со второй половины XIX века до Первой мировой войны — Ивановской, в советское время носила имя Балиса Сруоги (B. Sruogos g.). Соединяет улицу Пилес (Замковую,  Pilies g.) с перекрёстком улиц Университето (Universiteto g.), Доминикону (Dominikonų g.) и Гаоно (Gaono g.) у сквера К. Сирвидаса (K. Sirvydo skveras). Нумерация домов начинается от сквера К. Сирвидаса и перекрёстка с улицами Университето и Доминикону. По правой южной стороне улицы нечётные номера, по левой северной — чётные.

## Общая характеристика
Одна из самых старых улиц города, не слишком широкая и не отличающаяся, как и другие улицы в историческом центре Вильнюса, особой прямизной. Длина улицы около 190 м. Проезжая часть вымощена брусчаткой.
Первые упоминания о ней относятся к первой половине XVI века, однако наверняка улица сложилась гораздо раньше. В старину у перекрёстка нынешних улиц Пилес и Швянто Йоно находился самый старый виленский рынок, рядом с которым была построена ратуша. В 1386 году, ещё до крещения Литвы, великий князь литовский Ягайло издал привилегию на строительство в этом месте костёла Святого Иоанна. На улице жили влиятельные литовские вельможи — Радзивиллы, Пацы, Сапеги, профессора Виленского университета, состоятельные купцы и ремесленники. На улице располагались две известные аптеки и две типографии, игравшие значительную роль в истории культуры Литвы. Уже в XVI веке здесь стояли в основном каменные дома, сама улица и многие дворы были вымощены. В часть домов деревянным водопроводом доставлялась вода из вингерских источников.
По одну сторону улицы с течением времени разрастался комплекс университетских зданий, примыкающий к костёлу Святых Иоаннов. Улица образует южную границу университетского квартала, в котором располагается ансамбль Вильнюсского университета. В зданиях на противоположной южной стороне располагаются галереи, посольство Польши, другие учреждения и жилые дома.

## Южная сторона
В начале улице по правую сторону стоял дом со сложной и запутанной историей, упоминавшийся в документах с XVI века. В 1782 году его реконструировал архитектор Гуцевич, который в нём и жил, затем оно принадлежало его наследникам, позднее здесь была типография Н. Берки, в межвоенные годы — несколько магазинов. Во время войны 1944 году здание сгорело; после войны развалины были убраны, а на их месте устроен сквер и стоянка автомобилей.

### Дворец Пацев

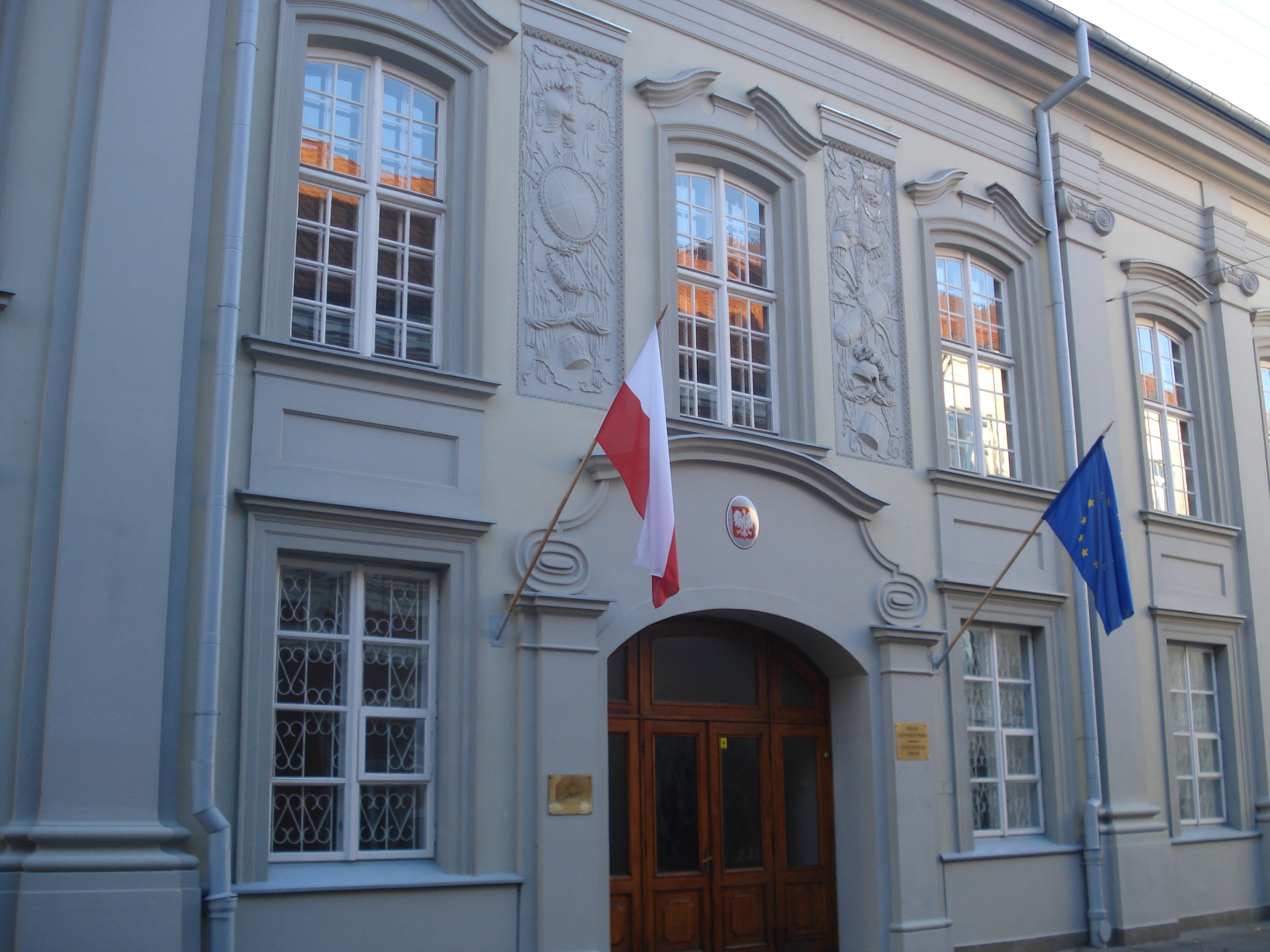
Дворец Пацев (Посольство Польши в Литве)

Первое здание по нечётной стороне значится под номером 3 (Šv. Jono g. 3). Его история восходит к XVI веку. Недолгое время он принадлежал сначала Радзивиллам. С 1628 года оно принадлежало семейству Пацев — секретарю Сигизмунда Вазы Стефану Христофору Пацу, его сыну Христофору Сигизмунду Пацу, после смерти которого дворец унаследовал его родственник Казимир Михаил Пац, затем племянник Казимира Михаила Паца (сын Яна Казимира Паца) каштелян жемайтийский Юзеф Францишек Пац.
В 1748 году дворец пострадал от пожара и не ремонтировался. Унаследовавший его Михаил Ян Пац в 1771 году по политическим причинам был вынужден эмигрировать, а его имущество было секвестрировано.
Пришедшее в упадок здание в 1783 году приобрёл, отремонтировал и украсил канцлер Великого княжества Литовского Александр Михал Сапега. После подавления восстания 1831 года дворец, к тому времени принадлежавший генералу артиллерии Франтишеку Сапеге, был конфискован.
Здесь некоторое время находилась резиденции виленского гражданского губернатора (до 1845 года) и квартиры чинов губернского правления, затем размещались судебные учреждения, казённая палата, казначейство. Со второй половины XIX века до начала XX века в этом здании действовала типография, выпускавшая издания преимущественно на польском и русском языках. Среди прочего в этой типографии печатались «Виленские губернские ведомости», «Виленский вестник». Первым изданием на литовском языке, выпущенным ею, был манифест об отмене крепостного права (1863).
В XIX веке двухэтажное здание сохраняло черты зрелого барокко; фасад украшали ступенчатые пилястры, лепнина, пышный портал. Черты ампира фасаду были приданы в начале XX века. После войны здесь некоторое время работали междугородняя телефонная станция и телеграф. В 1959 году по проекту Юстинаса Шейбокаса и Бронисловаса Круминиса дворец реставрировался. В здании расположился дом культуры работников связи (Ryšininkų kultūros namai), часть здания заняли жилые квартиры. В 1965 году был обновлён интерьер дворца, в 1986 году дворец ещё раз реставрировался. В 1990-е годы здесь размещались дом культуры работников связи, галерея народных промыслов «Купарас», представительство IBM в Литве. В настоящее время в бывшем дворце Пацев размещается посольство Польши в Литве.

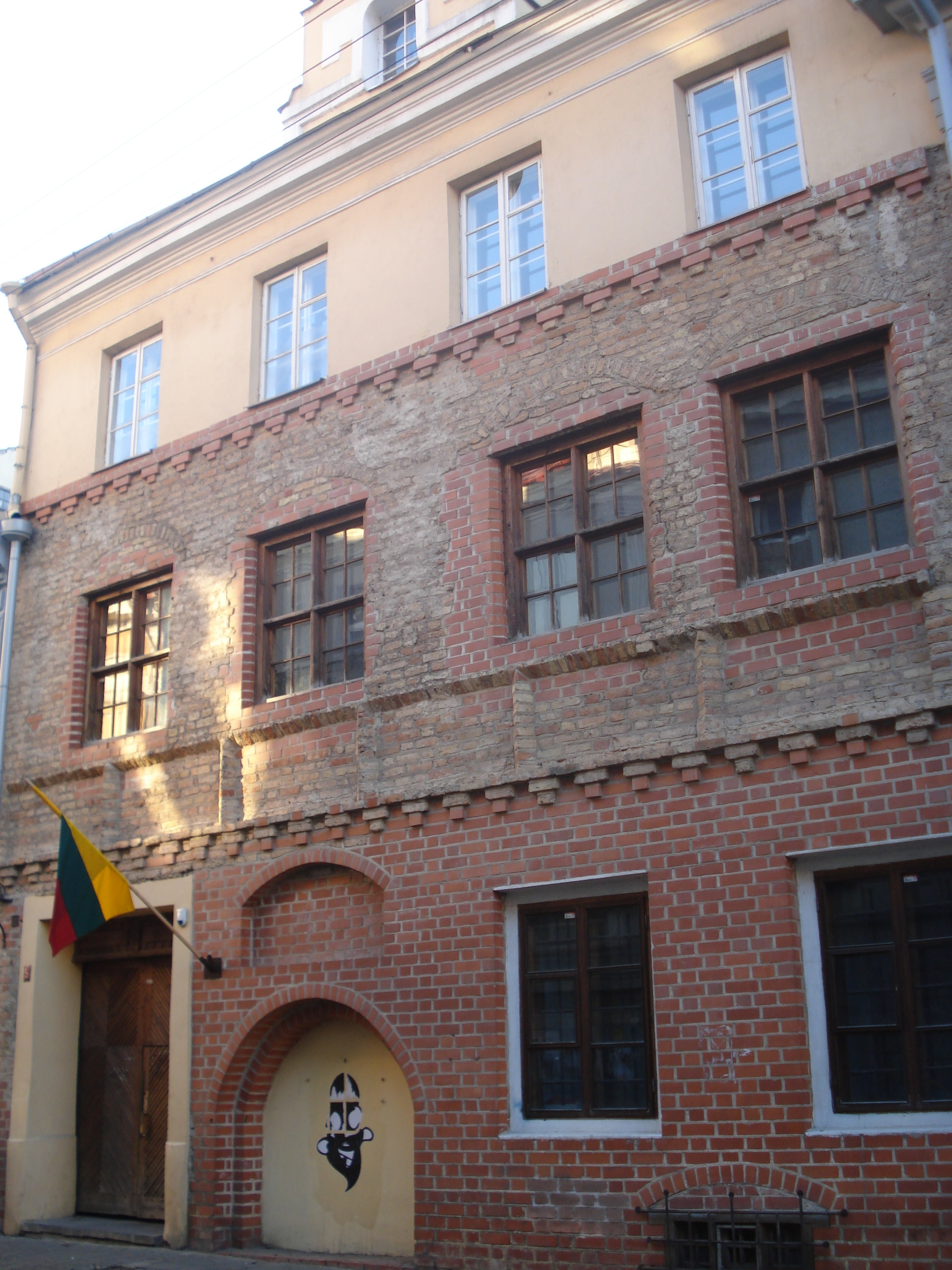
Швянто Йоно 5

В соседнем трёхэтажном здании (Šv. Jono g. 5), тремя своими корпусами окружающем закрытый прямоугольный двор, уже в 1639 году находилась аптека Георгия Шульца (Jerzy Szulc). При нашествии войск московского царя и казаков Золотаренко в 1655 году дом был сожжён, а его владелец погиб. В 1781 году развалины приобрёл аптекарь Кошик (Koszyk) и заново отстроил здание. Нынешний вид дому придал в конце XIX века купец Моисей Антокольский, перестроивший его по проекту архитектора Алексея Полозова. После смерти купца (1902) дом достался его наследникам; частью здания владел художник Лев Антокольский. В начале XX века в этом доме работали винный и книжный магазины, в советское время — небольшой комиссионный магазин, затем магазинчик периодической печати. После реставрации с 1996 года в северном корпусе располагался соросовский Фонд открытой Литвы, а в настоящее время — Институт Литвы (Lietuvos institutas).

### Дом Эртля

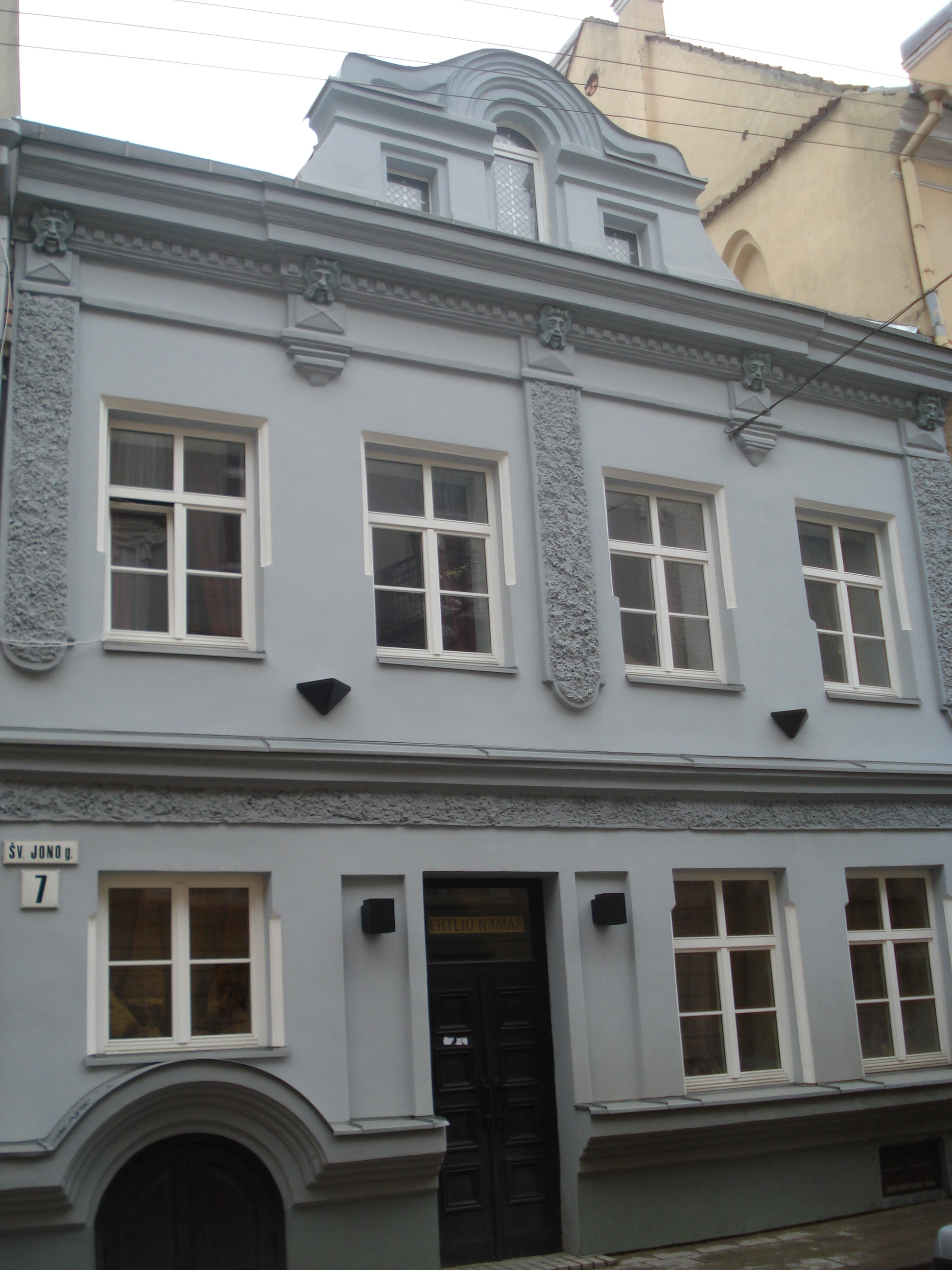
Дом Эртля

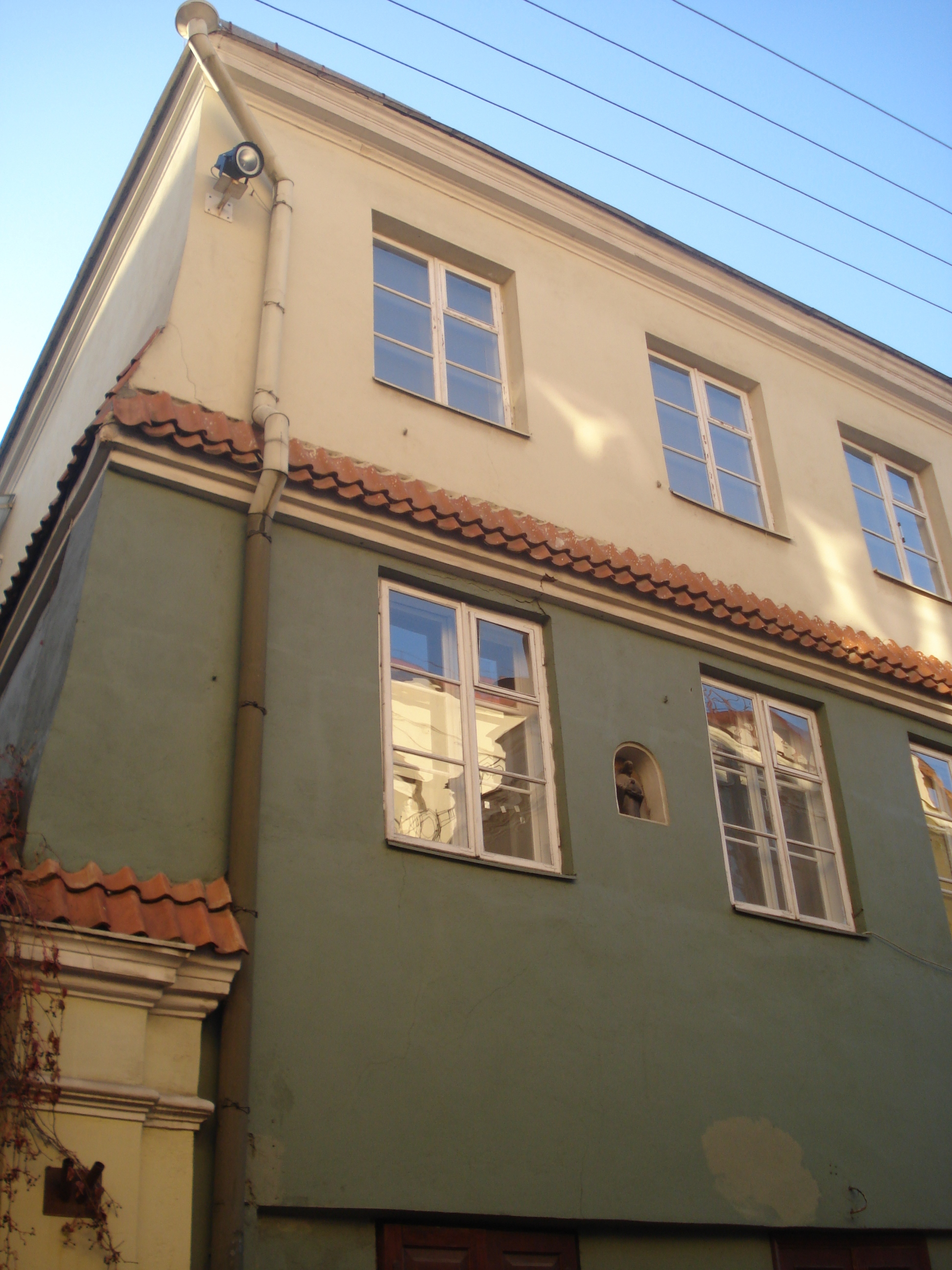
Дом Стройновского

Первые упоминания о здании, находившемся на месте нынешнего двухэтажного дома Эртля (Šv. Jono g. 7), относятся к первой половине XVII века. В 1691 году разрушавшееся строение приобрёл и отстроил Георгий Эртль (Georgius Hertli, Jerzy Ertl), мастер, руководивший ремонтом костёла Святых Иоаннов, разрушенного во время войны 1655—1661 годов, позднее ставший старостой цеха каменщиков. Собственники и назначение дома, занятого в основном жилыми помещениями, менялись. В конце XIX века по проекту архитектора Киприана Мацулевича фасад был обновлён. Его украшают горизонтальные полосы крупнозернистой штукатурки. Среднюю часть фасада продолжает выступающий над крышей фронтон с полукруглыми аркадами.
Следующий дом построен в 1645 году Мартином Ладзиком (Marcin Ładzik). В начале XIX века дом был собственностью ректора Виленского университета епископа Иеронима Стройновского (Šv. Jono g. 9). С 1818 года здание арендовал Антоний Марцинковский, который разместил здесь свою типографию, редакцию и контору газеты „Kuryer Litewski“. Летом 1863 года по распоряжению генерал-губернатора М. Н. Муравьёва типография, которой владела к тому времени вдова издателя Винцента Марцинковская, была закрыта. Сейчас большая часть здания занята жилыми помещениями.
На месте трёхэтажного дома под номером 11 (Šv. Jono g. 11) с 1593 года упоминались два здания. Нынешнее здание свой облик, сохранившийся до наших дней, получило на рубеже XVIII и XIX веков. В нём приметны черты отчасти барокко, отчасти классицизма. С 1887 года в этом доме жил художник Болеслав Русецкий, позднее его родственники. Сейчас на нижних этажах располагается галерея изобразительного искусства «Галерея медалей» („Medalių galerija“) и Литовская национальная комиссия ЮНЕСКО (Lietuvos nacionalinė UNESCO komisija) со своим залом, в котором проходят выставки и презентации книг.
Здание современной архитектуры на углу с улицей Пилес (Šv. Jono g. 15 / Pilies g. 23) построено по проекту архитектора А. Лукшаса в 1979 году на месте огромного здания Кардиналии, принадлежавшего Радзивиллам и разрушенного во время Второй мировой войны. Сохранилась лишь часть здания Кардиналии в глубине двора (Šv. Jono g. 13). В 1850 году здание Кардиналии приобрело почтовое ведомство, наружность здания была значительно переделана и до конца Второй мировой войны здесь располагался почтамт.

## Северная сторона
По левую руку, на северной стороне улицы с чётными номерами, стоят вплотную друг к другу здания Вильнюсского университета. Трёхэтажный дом с элементами умеренной эклектики на углу улиц Швянто Йоно и Университето многократно перестраивался, менял собственников и назначение. Здесь с 1687 года действовала иезуитская аптека, в которой, помимо лекарственных снадобий, продавались водка и табак. Основа нынешнего здания была возведена в 1815 году по проекту архитектора Жозефа Пусье. В двухэтажном корпусе на месте бывшего сада была устроена аптека. Ею заведовал Иоганн Вольфганг, который в том же доме и жил. В 1822 году архитектор Кароль Подчашинский здание ещё раз перестроил. После упразднения университета (1832) здание аптеки было продано частным лицам. Позднее был надстроен третий этаж. В начале XX века в этом здании работал книжный магазин Стракуна и корсетная мастерская «Регина». С 1932 года до начала Второй мировой войны здесь находилась частная аптека Владаса Нарбутаса. После войны на нижнем этаже работали булочная, ателье артели «Рамуне» и магазин мужской одежды, на верхних этажах были квартиры. После реконструкции по проекту архитектора Ангеле Мяйдувене здание перешло в ведение Вильнюсского университета. В его помещениях находятся подразделения администрации университета, отдел реставрации и книгохранилище библиотеки Вильнюсского университета.

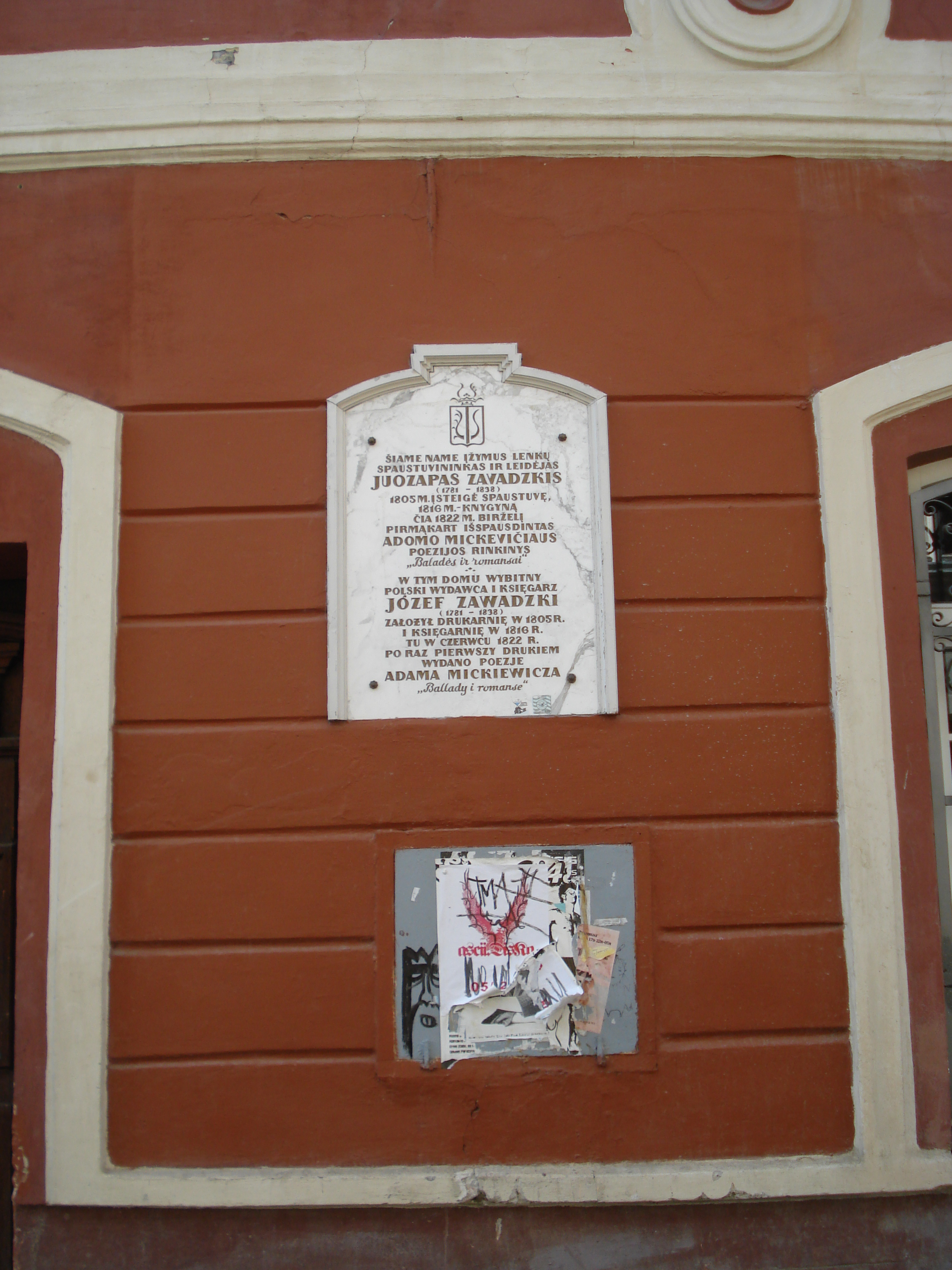
Таблица в память Юзефа Завадского и «Баллад и романсов» Адама Мицкевича

В двухэтажном доме с классицистским фасадом (Šv. Jono g. 4) ныне располагаются помещения библиотеки Вильнюсского университета, а с первой половины XVII века действовала иезуитская академическая типография. Основал её Николай Христофор Радзивилл Сиротка, после смерти отца, ярого кальвиниста Николая Радзивилла Чёрного перешедший в католицизм. В стремлении возместить урон, нанесённый католической церкви деятельностью его отца, он перевёл в Вильну типографию из Бреста и был её крупнейшим меценатом. Типография иезуитской Академии была одной из крупнейших в Речи Посполитой. Между 1633 и 1752 годом она выпускала от 10 до 25 изданий в год. В академической типографии печаталась наиболее ценная научная литература в Литве XVIII века. Около половины изданий выходило на латинском языке (1354 названия до 1773 года); книги печатались также на польском (1080), литовском (85), латышском, древнегреческом, итальянском, немецком, французском языках. Первые книги на литовском языке на территории Великого княжества Литовского были отпечатаны в этой типографии — «Катехизис» Микалоюса Даукши (1595; перевод катехизиса Якова Ледесмы), несколько изданий трёхъязычного словаря Константинаса Сирвидаса „Dictionarium trium linguarum“ (1620, 1634, 1648, 1677, 1713), молитвенник Коссаковского „Rozancius“ (1681). В 1737 году вышла грамматика литовского языка на латыни „Universitas lingvarum litvaniae“ (самая ранняя из сохранившихся грамматик литовского языка на территории ВКЛ). В академической типографии печатались первые газеты Литвы — „Kuryer Litewski“ и другие. После упразднения ордена иезуитов типография перешла в ведение Главной виленской школы, затем Виленского университета. В 1805 году университет продал её на определённых условиях издателю и книготорговцу Юзефу Завадскому за 3000 рублей. Завадский получил официальный титул типографа университета. В его типографии печатались периодические издания „Dziennik Wileński“, „Pamiętnik Towarzystwa Liekarskiego Wileńskiego“. В 1822 году Завадский издал первый сборник знаменитого впоследствии польского поэта Адама Мицкевича „Ballady i romanse“ («Баллады и романсы»), явившийся манифестом польского романтизма и началом новой эпохи в польской литературе.
В 1828 году Завадский был лишён прежних привилегий университетского типографа и книготорговца и вынужден был оставить помещения университета. После ремонта в этом здании в 1829 году обосновался издатель Николай Глюксберг, чья печатня прежде находилась в доме университетской клиники. В типографии Глюксберга печатались учебники, беллетристика, журнал Ю. И. Крашевского „Atheneum“ и альманах Адама Киркора „Teka Wileńska“. В середине XIX века типография Глюсберга была закрыта. До Первой мировой войны здание было в ведении Учительского института, после Второй мировой войны принадлежало университету. В 1974 году была проведена реконструкция по проекту архитектора Алдоны Швобене. В 1999 году была установлена мемориальная таблица в память издателя Юзефа Завадского и первого сборника Адама Мицкевича.

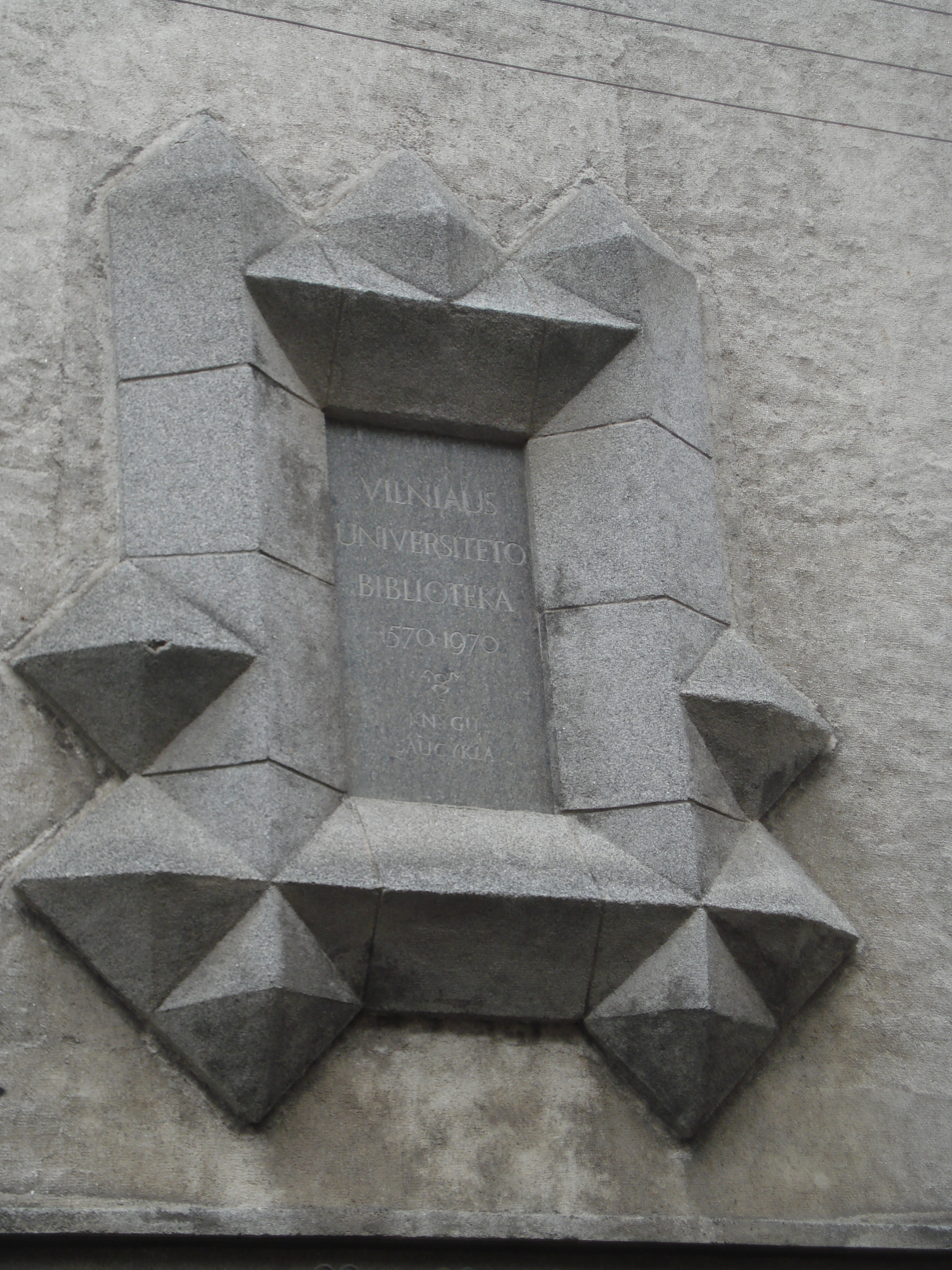
Таблица в память 400-летия библиотеки университета

Под номером 6 (Šv. Jono g. 6) стоит трёхэтажное серое бетонное здание хранилища библиотеки Вильнюсского университета, построенное в 1966—1970 годах по проекту архитекторов Альфредаса Брусокаса и Алдоны Швобене на месте снесённых остатков прежнего здания, разрушенного во время бомбардировок советской авиации в 1944 году, и северной части соседнего здания, также пострадавшего от бомбардировок. В уцелевшей части трёхэтажного дома под номером 8 (Šv. Jono g. 8) на первом этаже оборудована трансформаторная подстанция, на верхних этажах — помещения библиотека. В конце XIX века над прежним двухэтажным домом был надстроен третий этаж. Фасаду были приданы черты модерна. В начале XX века в этом доме работал магазин женской одежды С. Степановского и книжный магазин «Свет» Л. Гришновского. В фасад здания книгохранилища в 1970 году была вмурована мемориальная доска в память 400-летнего юбилея библиотеки (художник Римтаутаса Гибавичюс) с датами юбилея 1570—1970.

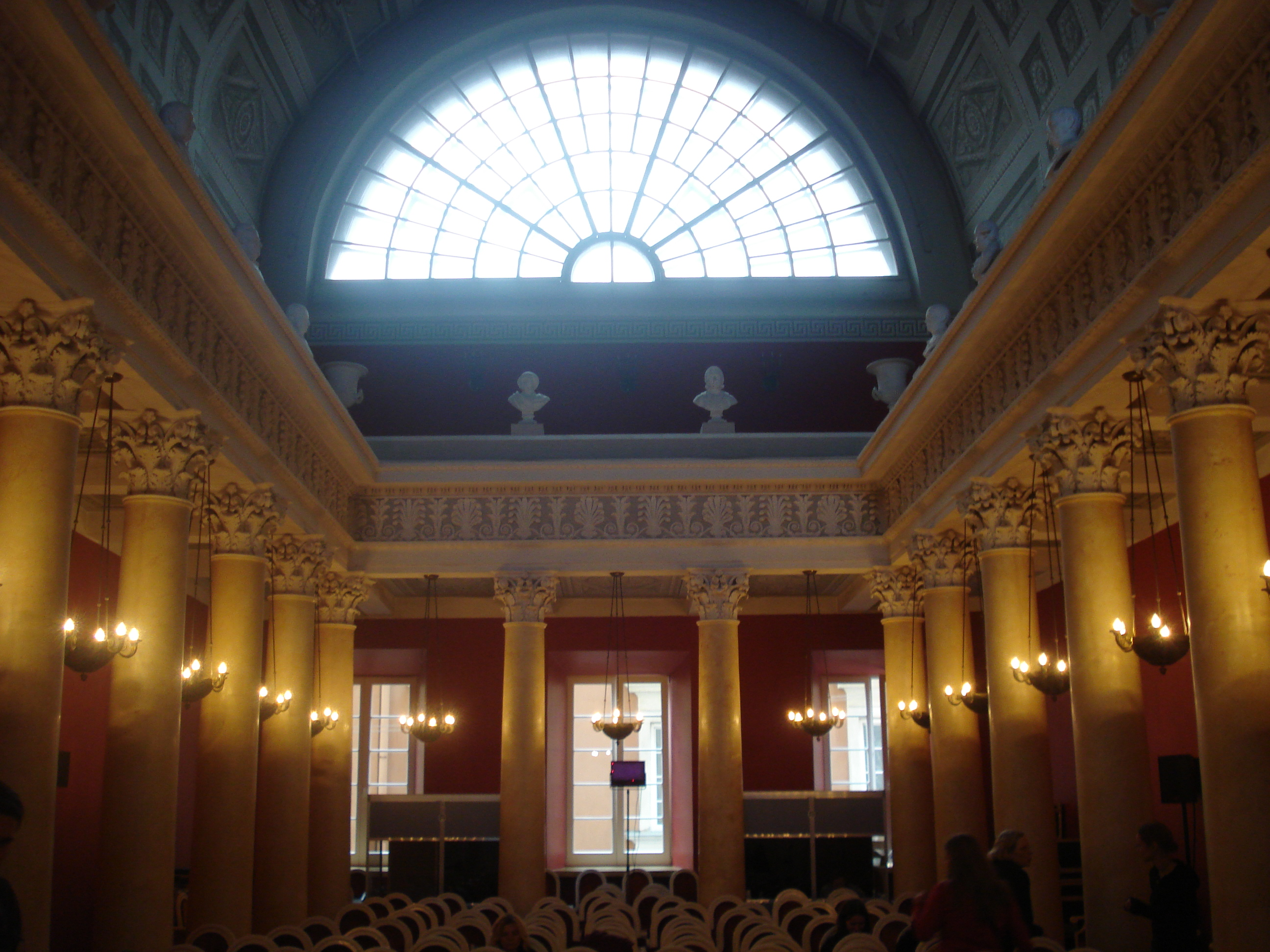
Аула

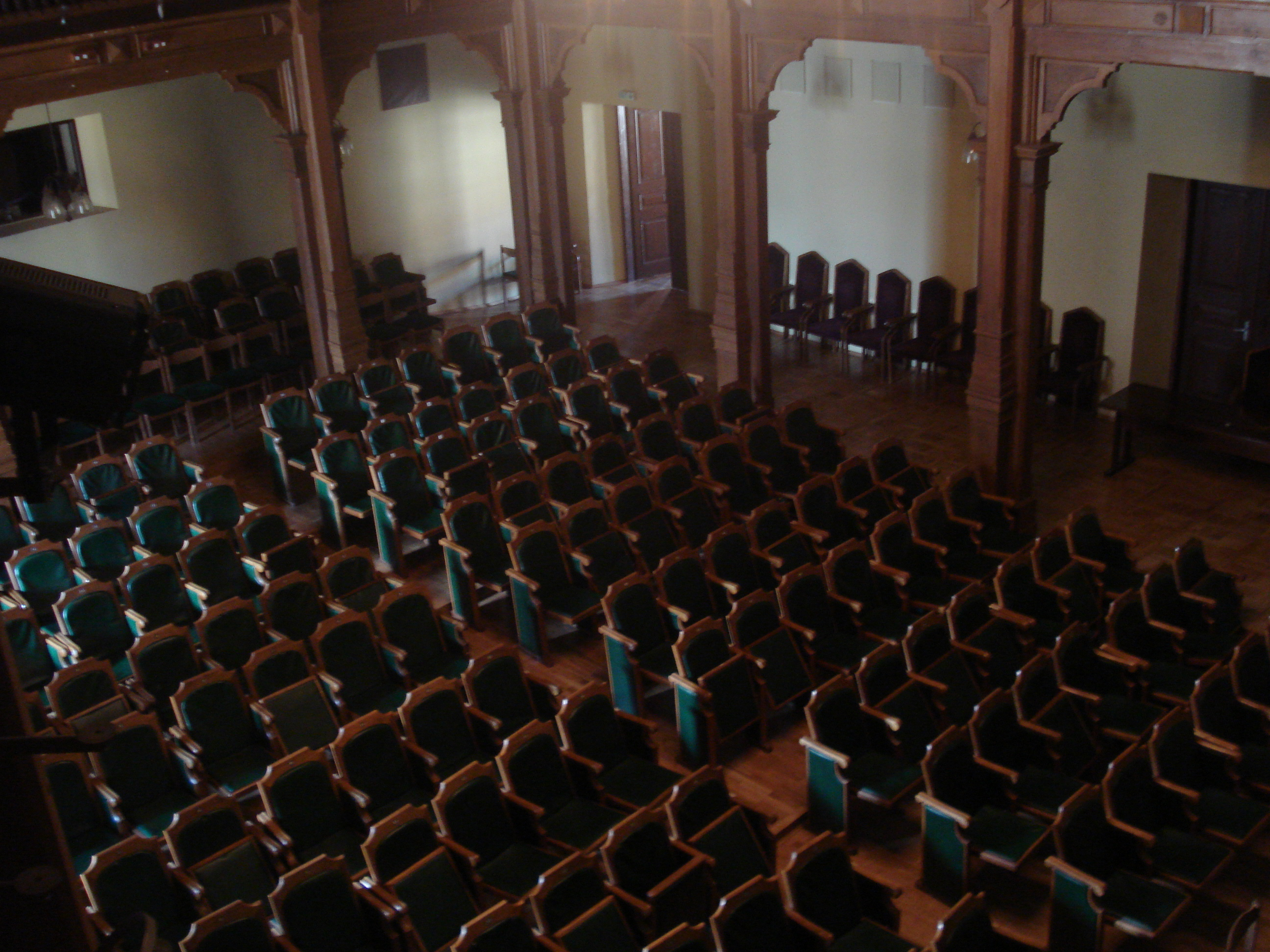
Зал театра

Здание под номером 10 (Šv. Jono g. 10) состоит из двух трёхэтажных корпусов. Его западный фасад выходит на двор Почобута (двор Обсерватории). К востоку оно примыкает к колокольне костёла Святых Иоаннов. Здесь на месте прежних строений, разрушавшихся во время войн и пожаров, в 1762 году архитектор Иоганн Кристоф Глаубиц построил трёхэтажное здание репрезентационного зала для университетских торжеств — аулы.

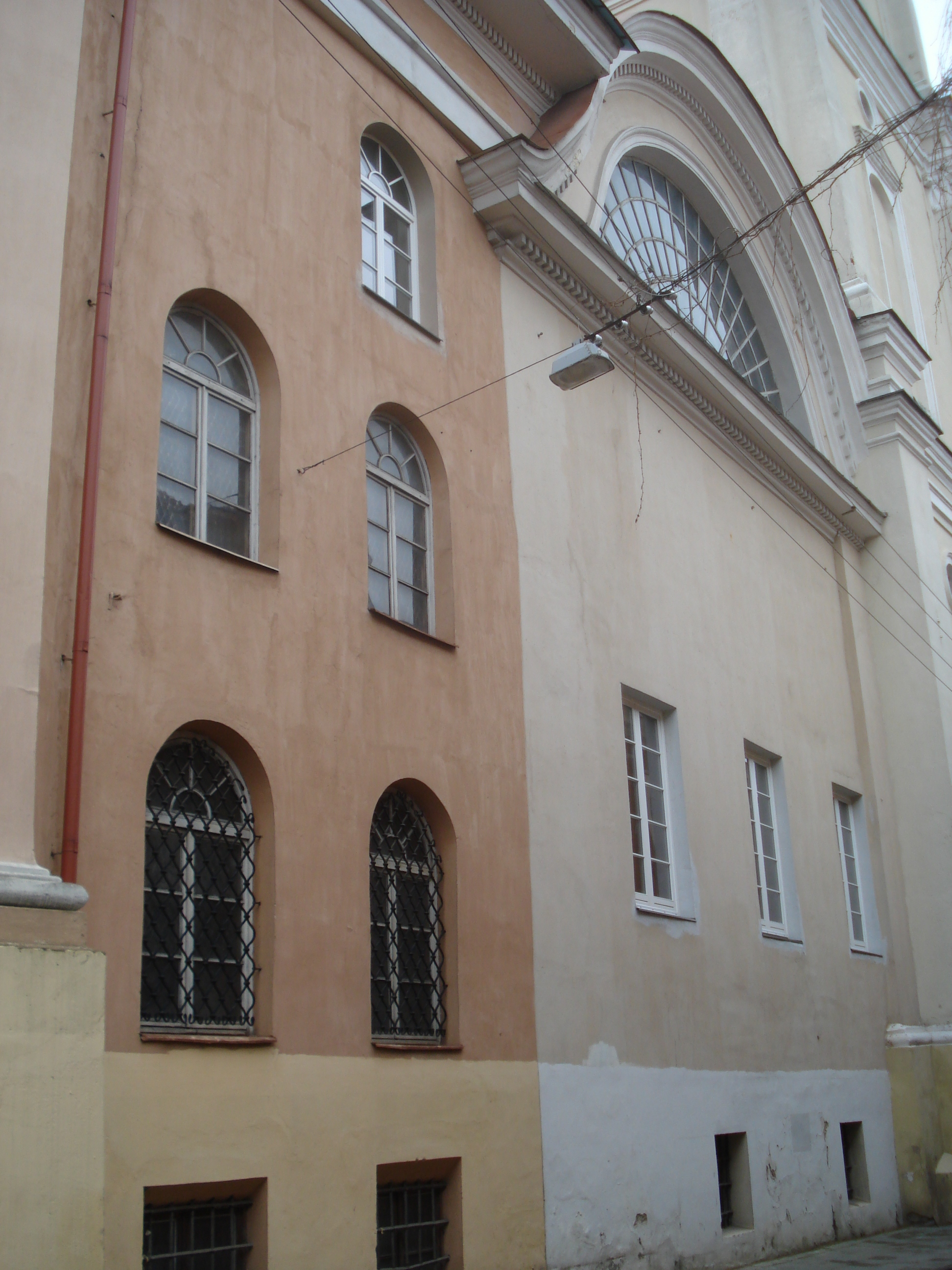
Здание аулы

В начале XIX века проект реконструкции аулы подготовил архитектор Михаил Шульц, однако он не был до конца реализован. После смерти Шульца новый проект реконструкции разработал Кароль Подчашинский. В нижнем этаже помещались склады, над ними — зал с коринфскими колоннами (капители скульптора Казимира Ельского), с росписью, имитирующую лепнину (136 квадратных кессонов с розетками; художник Юзеф Гиларий Гловацкий), и аллегорическими фигурами на сводах. После упразднения университета (1832) аула меняла назначение. Когда она стала актовым залом первой гимназии, был изменён её декор.
Рядом с аулой на третьем этаже располагается самый большой зал в комплексе университетских зданий — зал театра, первоначально оборудованный для студенческого театра в XVIII веке. В 1804 году по проекту архитектора Михала Шульца зал был переделан в три аудитории. Позднее здесь до Первой мировой войны была церковь первой гимназии во имя Святых Кирилла и Мефодия, служившая «домашней церковью для всех средне-учебных заведений Вильны», с иконами кисти академика И. П. Трутнева.
После Первой мировой войны здание отошло к Университету Стефана Батория. Помещение гимназической церкви было переделано под актовый зал, а в 1978 году переоборудовано в зал театра. На первом этаже здания аулы в 1929 году был устроен гардероб. В 1956 году декор Колонного зала, как тогда называлась аула, обновил художник Болесловас Мотуза-Мотузявичюс. В 1960 году или 1962 году на первом этаже по проекту архитектора Витаутаса Габрюнаса было оборудовано студенческое кафе Некоторое время здесь проходили траурные церемонии прощания со скончавшимися работниками университета и за этим помещением закрепилось неофициальное название «морг». Сейчас здесь работает кафе (вход с Большого двора). На улицу выходят его окна и полукруглое окно аулы.
На площадке между домом под номером 8 и корпусами с залом театра и аулой установлена декоративная статуя скульптора Витаутаса Наливайки.

### Колокольня и костёл Святых Иоаннов

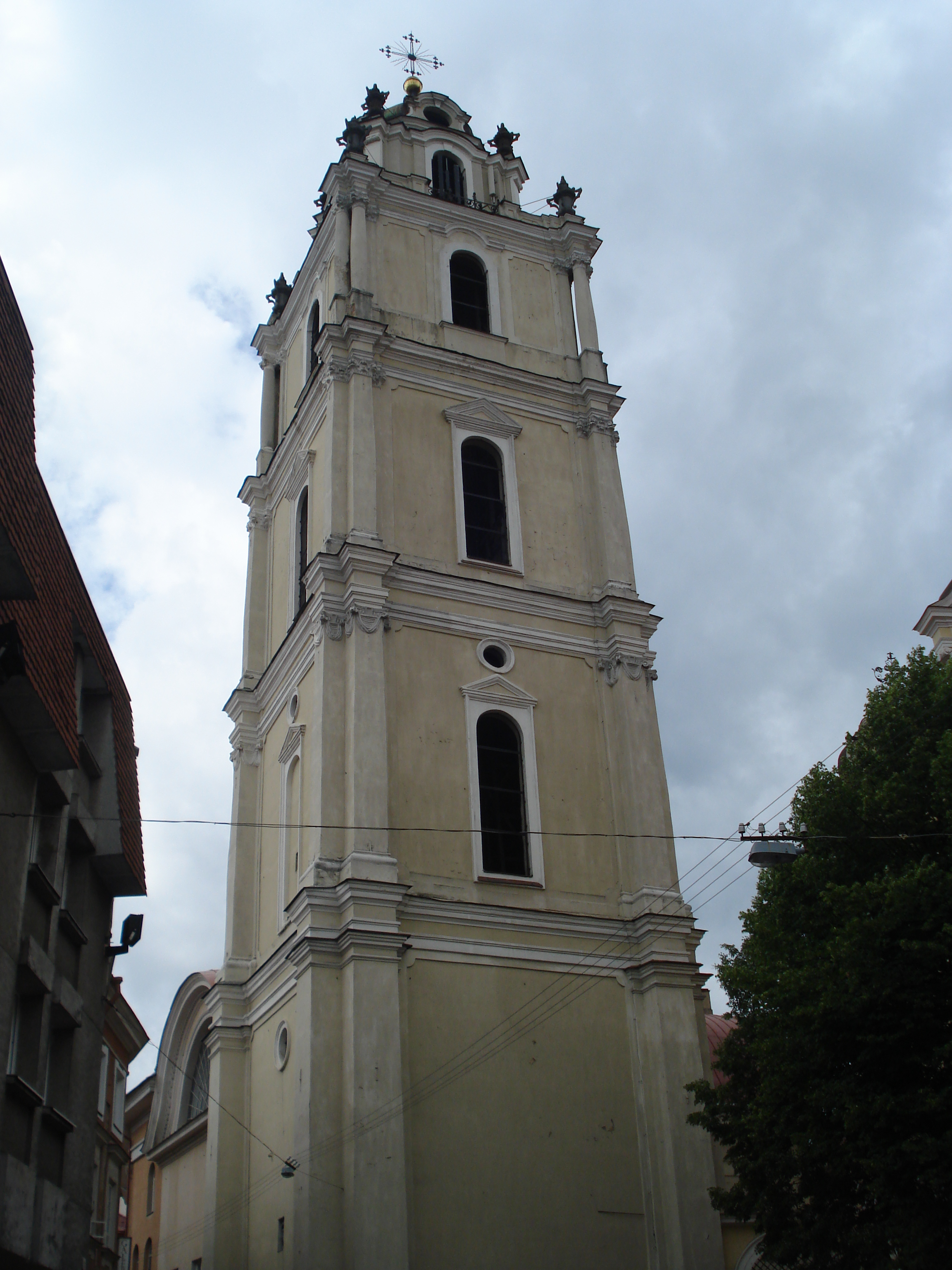
Колокольня костёла Святых Иоаннов

Примыкающая к зданию аулы пятиярусная колокольня костёла Святых Иоаннов — одно из самых высоких строений в Старом городе (63 метра; по другим сведениям 68 метров с крестом. Она построена в конце XVI века, несколько раз горела, разрушалась и заново отстраивалась. Ворота, обычно запертые, между колокольней и костёлом Святых Иоаннов, ведут в университетский Большой двор. После Второй мировой войны до конца 1980-х годов у этого входа висела памятная доска, сообщавшая, что здесь в первой виленской гимназии с 1887 до 1896 года учился Ф. Э. Дзержинский.

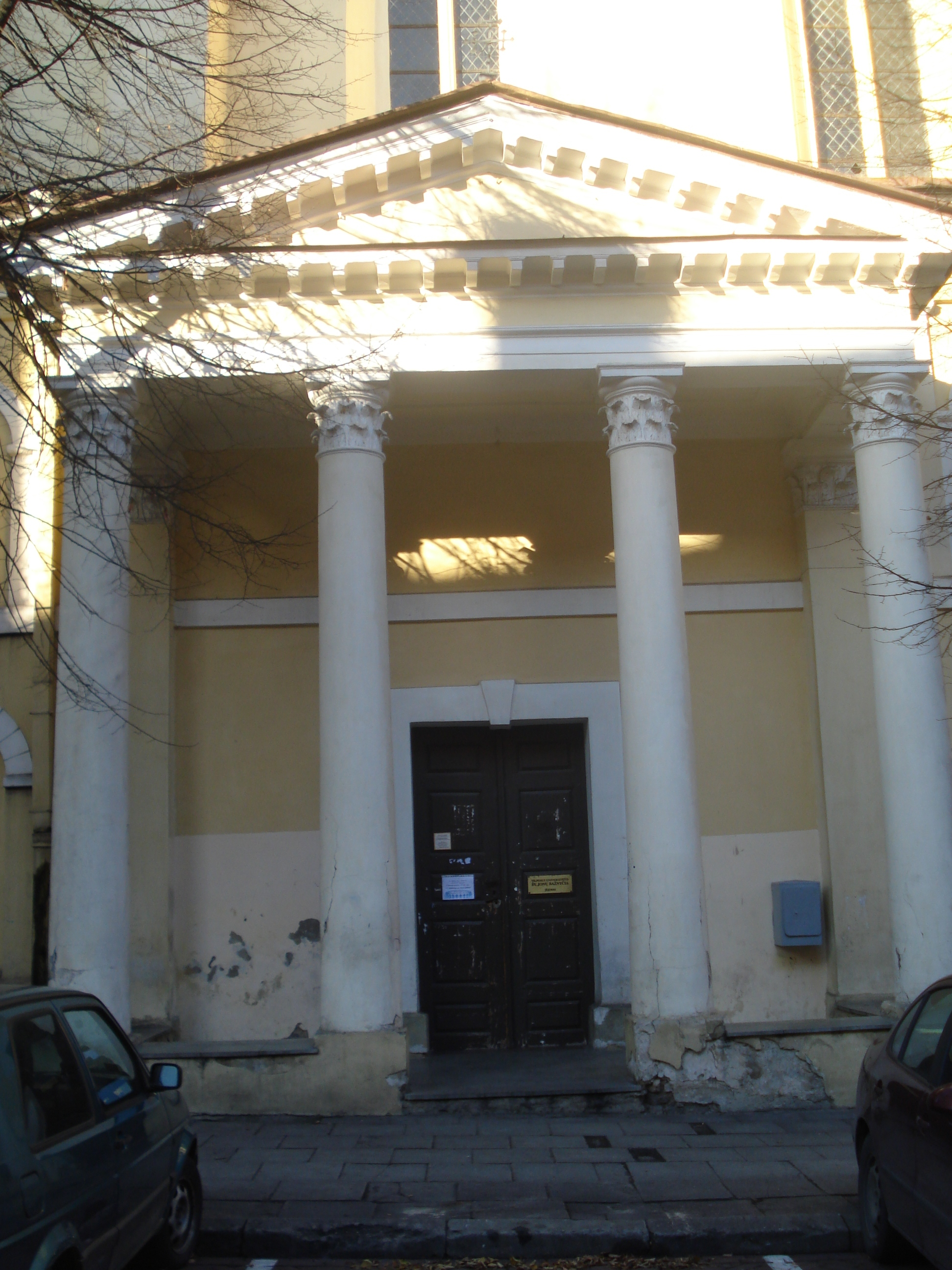
Портал южного фасада костёла Святых Иоаннов

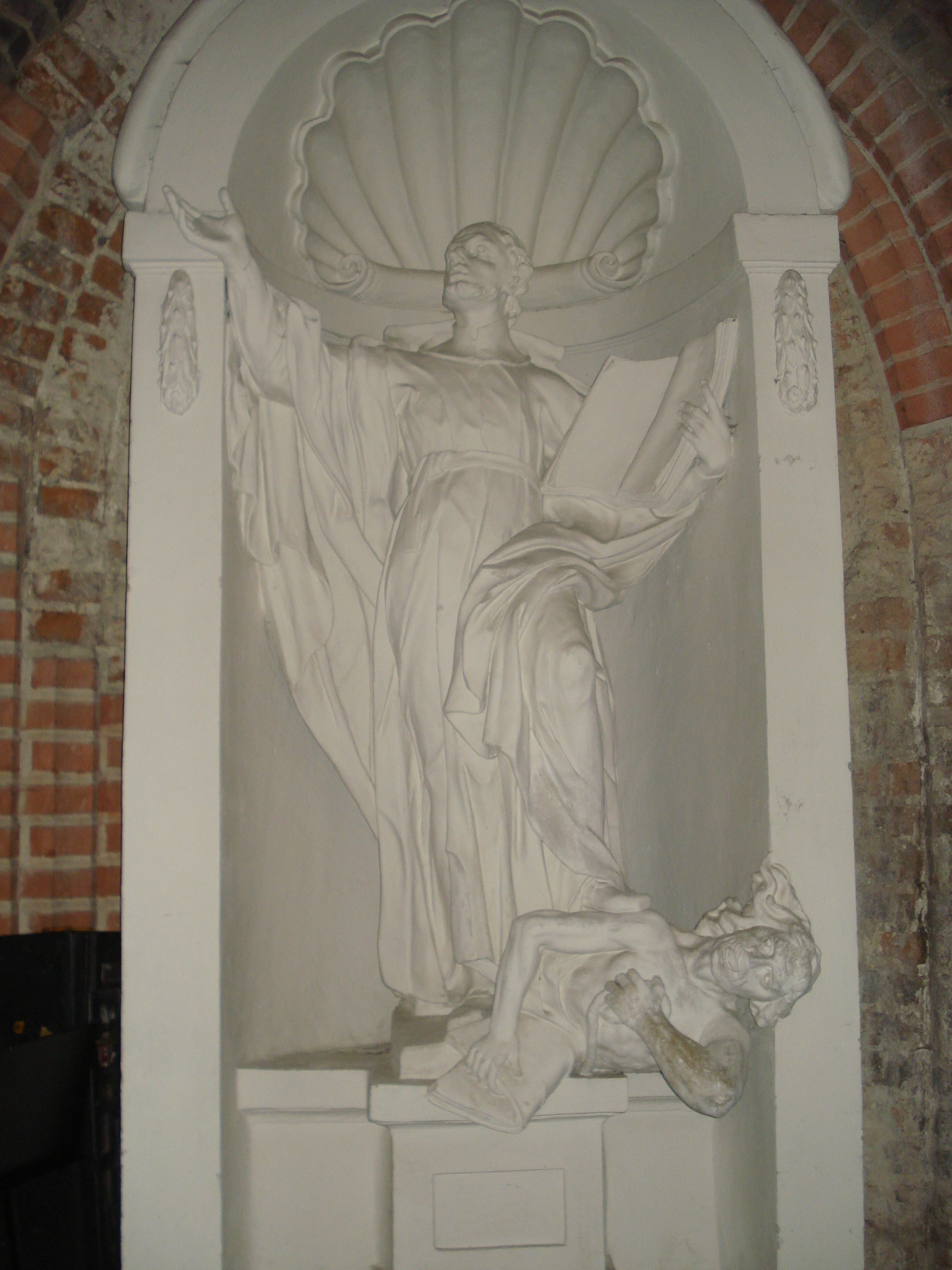
Статуя Игнатия Лойолы

За колокольней стоит последнее здание по левой стороне улице — костёл Святых Иоаннов, выходящий западным фасадом на улицу Пилес (Šv. Jono g. 12 / Pilies g. 21). Площадка между несохранившимся зданием Кардиналии, в котором с середины XIX века работала главная почта, и костёлом Святых Иоаннов называлась площадью Петра Скарги или площадью Святого Яна. У колокольни костёла в середине XIX века был оборудован фонтан. Здание храма неоднократно отстраивалось после пожаров и разрушений и перестраивалось. Современный вид оно получило главным образом после реконструкции, проведённой архитектором Каролем Подчашинским в 1827—1828 годах. На улицу Швянто Йоно выходят часовни Святой Варвары, Пясецких (Козьмы и Дамиана) и боковой вход. Его выделяет пристроенный Подчашинским в 1827 году классицистский портал с портиком в четыре колонны. В нише сеней костёла стоит статуя XVIII века, изображающая Игнатия Лойолу, попирающего сатану, что символизирует победу иезуитов над Реформацией.